# Культурная гомогенизация
Культурная гомогенизация — один из аспектов культурной глобализации, включающий в себя сокращение культурного разнообразия за счёт популяризации и распространения широкого спектра культурных символов — не только физических объектов, но также и обычаев, идей и ценностей. Экономист Дэвид О'Коннор определил культурную гомогенизацию как «процесс, в котором местные культуры изменяются или поглощаются доминирующей внешней культурой». Археолог Джастин Дженнингс назвал её «возможно, наиболее широко обсуждаемой отличительной чертой глобальной культуры». Теоретически, гомогенизация может привести к разрушению культурных барьеров и глобальной ассимиляции одной культуры.